# Z Trianguli Australis
Z Trianguli Australis är en pulserande variabel av Mira Ceti-typ (M) i stjärnbilden Södra triangeln.
Stjärnan varierar mellan fotografisk magnitud +9,8 och ljussvagare än magnitud 12,5 med en period av 150,55 dygn.